# Dragiša Blagojević
Dragiša Blagojević (kyrillisch: Драгиша Благојевић; * 1. Januar 1966 in Tuzla) ist ein montenegrinischer Schachspieler, der seit 2005 den Titel eines Großmeisters trägt.
Bei den jugoslawischen Meisterschaften teilte er 1996 hinter Božidar Ivanović den zweiten bis fünften Platz und war 2002 punktgleich mit Dejan Pikula und Miloš Pavlović.
Er gewann die Meisterschaften von Montenegro in den Jahren 2000, 2002 (geteilt mit Nikola Sedlak und Dragan Kosić), 2003 (geteilt mit Dragan Kosić), 2005 und 2007.
Regelmäßig hat er an Mannschaftskämpfen in Jugoslawien und in Montenegro sowie auf europäischer Ebene teilgenommen, so wurde er 2007 mit ŠK Željezničar Sarajevo bosnischer Mannschaftsmeister.
International konnte Blagojević als Spieler ohne Elo-Zahl beim Turnier Mladi-A in Prag überraschend mit 6 aus 9 hinter Eduard Meduna auf dem mit Wladimir Ochotnik geteilten zweiten Platz reüssieren. Das Turnier in Tuzla 1990 konnten er und Stanislaw Sawtschenko mit jeweils 9,5 aus 13 gewinnen. Beim Turnier von Tivat 1997 belegte er mit 6,5 aus 11 hinter Andrij Sontach und Boro Miljanic einen dritten Platz. Die 7. Einzelmeisterschaft der Republika Srpska 2001 konnte er mit 8 aus 11 zusammen mit Zoran Runic und Miodrag Savic gewinnen. Beim Open Mimoza 2002 teilte er hinter Petar Genow den zweiten bis siebenten Platz. Hinter Suat Atalık belegte er beim 3. Subasic Memorial in Zenica 2004 mit 7 aus 9 den zweiten Platz. Hinter Alexandar Deltschew teilte er mit Wadym Schyschkin beim Veselin Boskovic Memorial 2005 den zweiten bis dritten Platz. Das offene 1. Danilo Dajo Batricevic-Memorial in Montenegro 2008 gewannen er und Dusan Lekić mit jeweils 6,5 aus 9.
Bei der Schacholympiade 2008 in Dresden erhielt Blagojević nach 8 Punkten aus 9 Partien die Goldmedaille für die beste Leistung an Brett 4, darüber hinaus nahm er mit der montenegrinischen Mannschaft auch an den Schacholympiaden 2010, 2012 und 2014 und den Mannschaftseuropameisterschaften 2007, 2009, 2011, 2013 und 2015 teil.
Seine geringe Verlustrate weist ihn als einen sicheren Spieler aus.

## Privates
Seine Tochter Tijana (* 1997), ist ebenfalls bereits eine erfolgreiche Schachspielerin.